# Trédarzec
Trédarzec település Franciaországban, Côtes-d’Armor megyében. Lakosainak száma 1069 fő (2022. január 1.). Trédarzec Kerbors, Pleumeur-Gautier és La Roche-Jaudy községekkel határos.

## Népesség
A település népessége az elmúlt években az alábbi módon változott:
| Lakosok száma | 1128 | 1058 | 1023 | 1073 | 1111 | 1091 | 1075 | 1060 | 1054 | 1069 |
|               | 1968 | 1982 | 1990 | 2006 | 2013 | 2015 | 2017 | 2019 | 2020 | 2022 |